# Proasellus istrianus
Proasellus istrianus är en kräftdjursart som först beskrevs av Hans-Jürgen Stammer 1932.  Proasellus istrianus ingår i släktet Proasellus och familjen sötvattensgråsuggor. Inga underarter finns listade i Catalogue of Life.